# Jangjin
Jangjin (Hán Việt: Trường Tân) là một huyện của tỉnh Hamgyong Nam tại Cộng hòa Dân chủ Nhân dân Triều Tiên. Jangjin thuộc dãy núi Rangrim và dãy núi Pujonryong, và hầu hết huyện nằm trên cao nguyên Kaema. Do địa hình như vậy, Jangjin có khí hậu lạnh đặc biệt. Đỉnh cao nhất của huyện là Ryonhwasan (련화산). Dòng nước chính là sông Jangjin River. Hồ Jangjin là hồ chứa lớn nhất của huyện Jangjin. Trong bối cảnh lịch sử, hồ đôi khi được gọi với cách phát âm trong tiếng Nhật là Chosin. Năm 1950 đây là nơi diễn ra một trânh đánh lớn trong chiến tranh Triều Tiên, Trận hồ Chosin, trong đó Chí nguyện quân Cộng hòa Nhân dân Trung Hoa đã dừng lại được việc bắc tiến của lực lượng Liên Hợp Quốc song đã bị tổn thất nặng nề.
Changjin sản xuất một lượng lớn gỗ xẻ, và dẫn đầu tỉnh về khai mỏ. Các tài nguyên trên địa bàn gồm bạc, graphit, ngọc bích, và vàng. Nông nghiệp địa phương chủ yếu là chăn nuôi và canh tác cạn; các cây trồng chủ yếu là khoai tây, lúa mạch, đỗ tương, đỗ đỏ, ngô và yến mạch.
Mặc dù trong một thời gian dài, huyện chỉ có thể tiếp cận bằng ngựa và xe ô tô, vệc xây dựng một nhà máy thủy điện trên sông Jangjin đã kéo theo việc hình thành tuyến đường sắt Jangjin đi qua huyện. Giao thông thủy cũng phát triển nhờ nhà máy thủy điện.
Năm 2008, dân số toàn huyện Jangjin là 64.681 người (30.521 nam và 34.160 nữ), trong đó, dân cư đô thị là 30.729 người (47,5%) còn dân cư nông thôn là 33.952 người (52,5%).